# Peter Howard (Journalist)
Peter Dunsmore Howard (* 20. Dezember 1908 in Maidenhead, Berkshire, England; † 25. Februar 1965 in Lima, Peru) war ein britischer Journalist, Dramatiker, Kapitän der englischen Rugby-Union-Nationalmannschaft, Anführer der Moral Re-Armament und Bobfahrer.

## Leben
Er wurde in Maidenhead geboren und ging dort in die Mill Hill School. Er studierte in Oxford. 1932 heiratete er Doris Metaxa. Sie hatten 3 Kinder (Anthony John Howard, Philip Nicholas Charles Howard und Anne Marie Wolrige Gordon (geb. Howard)). Er gewann eine Silbermedaille bei der Weltmeisterschaft im Bobfahren im Jahr 1939. 1940 arbeitete er mit den Journalisten Michael Foot und Frank Owen unter dem Pseudonym Cato zusammen, um Guilty Men zu schreiben. Er arbeitete für den Daily Express. Nach dem Tod von Frank Buchman wurde er von 1961 bis 1965 Anführer der Moral Re-Armament.
Er starb auf einer Südamerika Reise in Lima an einer viralen Lungenentzündung. Das Grab befindet sich in St Mary Churchyard, Brent Eleigh, Suffolk, England.

## Werke/Schriften (Auswahl)
- 1941: Innocent Men
- 1942: Fighters Ever
- 1945: Ideas Have Legs
- 1946: That Man Frank Buchman
- 1946: Men On Trial
- 1951: The World Rebuilt
- 1953: The Real News
- 1953: The Dictators' Slippers
- 1953: The Boss
- 1954: Remaking Men
- 1954: We Are Tomorrow

## Auszeichnungen und Ehrungen
- Silbermedaille bei der Bob-Weltmeisterschaft 1939